# بکدورف (ناحیه سله)
بکدورف (به آلمانی: Beckedorf) یک منطقهٔ مسکونی در آلمان است که در سودهایده (مونیکیپالیتی) واقع شده‌است. بکدورف ۶۱۰ نفر جمعیت دارد.